# Vidna Obmana
Vidna Obmana é o nome artístico do músico e compositor belga Dirk Serries.